# Eppenberg SG
Eppenberg ist ein Weiler auf dem Gebiet der Gemeinde Oberuzwil im Kanton St. Gallen, Schweiz und eine Burgruine des niederadligen Geschlechts der Edlen von Eppenberg, das die Gerichtshoheit in Bichwil und Oberuzwil hatte.
Die Burg wurde während der Appenzellerkriege im Jahr 1403 zerstört, aber wiederaufgebaut. Sie wurde im Jahr 1521 durch Blitzschlag endgültig zerstört. Da die Trümmer für den Bau der katholischen Kirche in Bichwil verwendet wurden, sind nahezu keine Überreste der Burg vorhanden.

## Nutzung

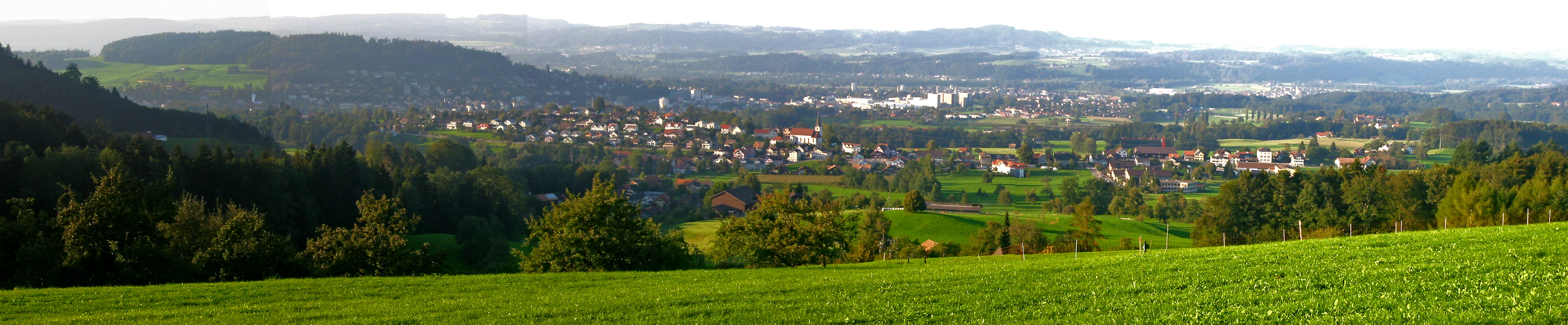
Panoramabild Uzwil-Oberuzwil vom Restaurant Eppenberg aus

Von Eppenberg führen Wanderwege zu den umliegenden Ortschaften Bichwil (Gemeinde Oberuzwil), Flawil und Oberrindal (Gemeinde Jonschwil) sowie den naheliegenden Bergen Wildberg, Chapf und Höchi. In der Siedlung befindet sich ein Speiserestaurant auf etwa 800 Metern über Meer. Unter günstigen Bedingungen reicht die Sicht bis zum Bodensee. Bis zum Jahr 2006 fanden dort unter dem Namen Garten-Kino Eppenberg Freiluftkinoaufführungen statt.
Im Winter ist die Kreienbergstrasse von Bichwil zur Siedlung Eppenberg als Rodelstrecke gesperrt. In unregelmässigen Abständen findet ein Nostalgie-Skirennen statt, das auf historischen Skiern und Fassdauben ausgetragen wird. Am 1. Januar 2011 fand die sechste Auflage des Rennens statt.